# دورنير دو 17
دورنير دو 17  (بالإنجليزية: Dornier Do 17)‏ هي طائرة مقاتلة أنتجت في ألمانيا. من صناعة دورنير للطائرات. كان أول طيران لها في 23 نوفمبر 1934. صنع منها 2,139 طائرة.

## المستخدمون
- سلاح الجو الألماني ( الرايخ الثالث)
- القوات الجوية الفنلندية
- القوات الجوية الإسبانية